# Divisões administrativas em 1964
Nesta página encontrará referências aos acontecimentos directamente relacionados com a regiões administrativas ocorridos durante o ano de 1964.

## Eventos
- 28 de fevereiro - Paulínia é emancipada, separando-se de Campinas.
- 4 de Março - Independência de Malta.[1]
- 29 de abril - Foram emancipados os municípios de Ipatinga, João Monlevade e Timóteo.
- 21 de março - Foi emancipado o municipio de Telêmaco Borba